# Cotroceni

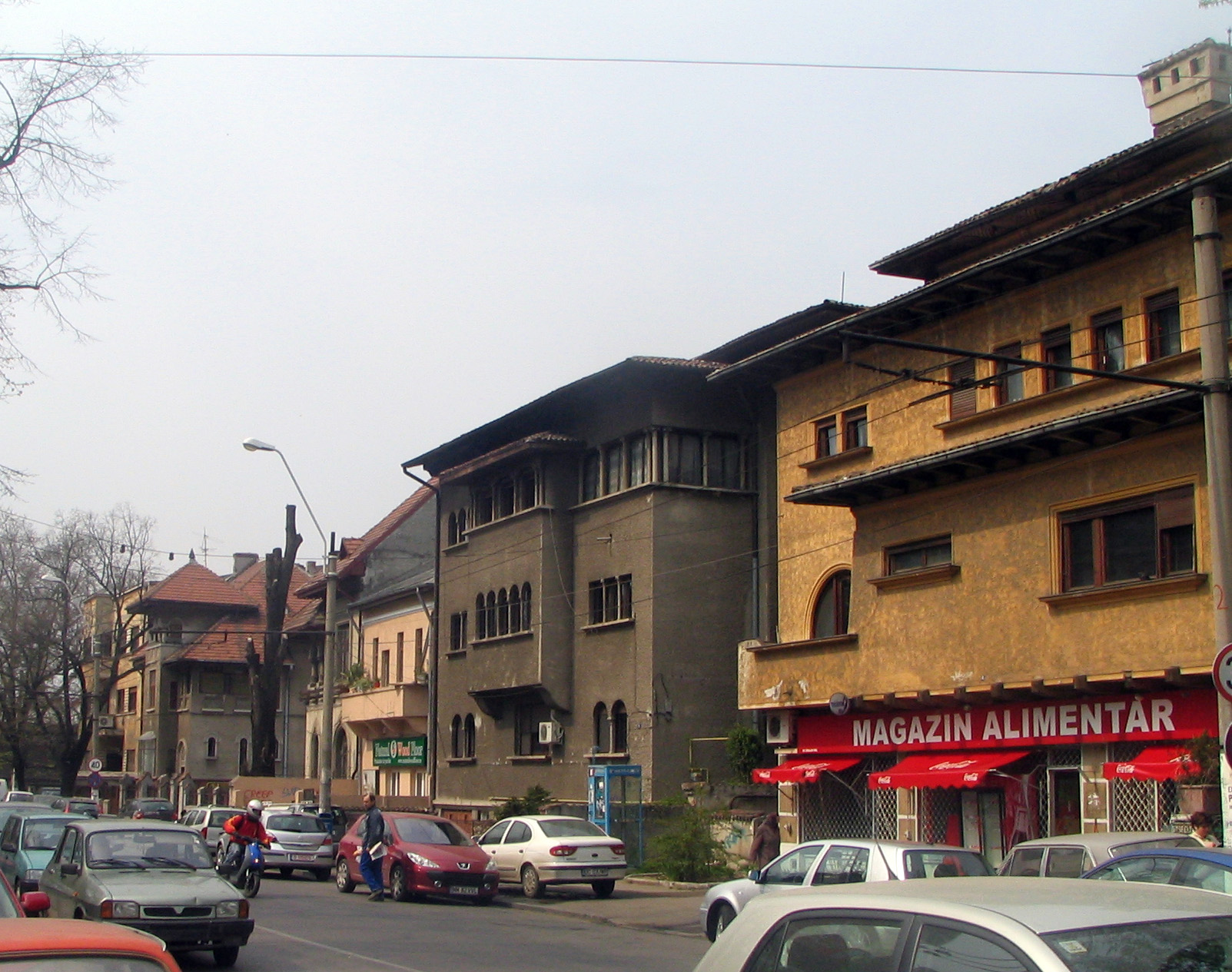
Huizen

Cotroceni is een wijk, in sector 5, in het westen van de Roemeense hoofdstad Boekarest.
Vroeger bevond zich hier het Vlăsiabos dat bijna heel tegenwoordig Boekarest bedekte. In 1679 werd in Cotroceni een klooster gebouwd door Șerban Cantacuzino, dat in 1888 getransformeerd werd tot een paleis. De dichtstbijzijnde metrostations zijn Eroilor en Politehnica.

## Bezienswaardigheden
- Het Cotrocenipaleis, de officiële residentie van de Roemeense president
- Botanische tuin van Boekarest die 105.000 km² groot is.
- Het Boekarest Operagebouw
- Cotroceni stadion

Districten: Sector 1 · Sector 2 · Sector 3 · Sector 4 · Sector 5 · Sector 6

Wijken: Băneasa · Berceni · Centru Civic · Colentina · Cotroceni · Crângași · Dristor · Drumul Taberei · Dudești · Ferentari · Floreasca · Giulești · Iancului · Lipscani · Militari · Obor · Olteniţei · Pantelimon · Pipera · Rahova · Tei · Titan · Văcăreşti · Vitan